# Cervo (Spanyolország)
Cervo egy község Spanyolországban, Lugo tartományban. Cervo Xove, Viveiro, O Valadouro, Foz és Burela községekkel határos. Lakosainak száma 4184 fő (2024).

## Népesség
A település népessége az elmúlt években az alábbi módon változott:
| Lakosok száma | 5056 | 4978 | 4776 | 4685 | 4483 | 4369 | 4274 | 4227 | 4192 | 4184 |
|               | 2001 | 2004 | 2007 | 2009 | 2012 | 2014 | 2017 | 2019 | 2022 | 2024 |